# Кубок Еміра Катару з футболу 2016
Кубок Еміра Катару з футболу 2016 — 44-й розіграш головного кубкового футбольного турніру у Катарі. Титул володаря кубка вперше здобула Лехвія.

## Перший раунд
| Команда 1       | Рахунок      | Команда 2      |
| --------------- | ------------ | -------------- |
| 18 квітня 2016  |              |                |
| Аль-Муайдар (2) | 0:0 пен. 4:1 | Аш-Шаханія (2) |
| Аль-Мархія (2)  | 1:3          | Аль-Шамаль (2) |

## Другий раунд
| Команда 1      | Рахунок      | Команда 2       |
| -------------- | ------------ | --------------- |
| 23 квітня 2016 |              |                 |
| Аль-Харітіят   | 1:0          | Катар СК        |
| Аль-Вакра      | 0:0 пен. 2:1 | Аль-Шамаль (2)  |
| Аль-Гарафа     | 1:0          | Аль-Муайдар (2) |
| Аль-Хор        | 2:1          | Аль-Месаймеер   |

## Третій раунд
| Команда 1      | Рахунок      | Команда 2  |
| -------------- | ------------ | ---------- |
| 28 квітня 2016 |              |            |
| Аль-Вакра      | 1:2          | Ас-Сайлія  |
| Аль-Харітіят   | 2:2 пен. 4:2 | Аль-Арабі  |
| Аль-Хор        | 2:3          | Аль-Аглі   |
| Аль-Гарафа     | 1:1 пен. 4:2 | Умм-Салаль |

## 1/4 фіналу
| Команда 1     | Рахунок | Команда 2 |
| ------------- | ------- | --------- |
| 7 травня 2016 |         |           |
| Аль-Харітіят  | 0:3     | Ар-Райян  |
| Аль-Гарафа    | 2:3     | Ас-Садд   |
| 8 травня 2016 |         |           |
| Ас-Сайлія     | 0:1     | Лехвія    |
| Аль-Аглі      | 2:4     | Аль-Джаїш |

## 1/2 фіналу
| Команда 1      | Рахунок | Команда 2 |
| -------------- | ------- | --------- |
| 13 травня 2016 |         |           |
| Ар-Райян       | 2:3     | Ас-Садд   |
| Лехвія         | 2:1     | Аль-Джаїш |

## Фінал
| 20 травня 2016 19:00 (EEST) |

| Ас-Садд                   | 2:2      | Лехвія                    |
| ------------------------- | -------- | ------------------------- |
| Бунеджах 62' А.Хассан 67' | Протокол | Флорес 70' Нам Тхе Хі 77' |

| Яссім бін Хамад, Доха Арбітр: Салман Алфаллахі |

|                                          |     | Пенальті                                      |  |
| Хаві · Ібрагім · Надір Бельхадж · Маджид | 2:4 | Калуїтука · Луїс Жуніор · Флорес · Нам Тхе Хі |  |